# Raskolnikov (film)
Pour plus de détails, voir Fiche technique et Distribution.
Raskolnikov est un film allemand réalisé par Robert Wiene, sorti en 1923.

## Fiche technique
- Titre : Raskolnikov
- Réalisation : Robert Wiene
- Scénario : Robert Wiene d'après Fiodor Dostoïevski
- Photographie : Willy Goldberger (en)
- Pays de production : République de Weimar
- Format : Noir et blanc - 1,33:1 - Film muet
- Genre : drame
- Durée : 135 minutes
- Date de sortie : 1923

## Distribution
- Gregori Chmara : Rodion Raskolnikov
- Elisabeta Skulskaja : Sa mère
- Alla Tarassova : Sa sœur
- Andrei Zhilinsky : Rasumichin
- Mikhail Tarkhanov (en) : Marmeladow